# Aldimir
Aldimir (bolgarsko Алдимир, Aldimir) ali Eltimir (bolgarsko Елтимир, Eltimir) je bil bolgarski plemič iz rodbine Terter, kranski despot in mlajši brat carja Jurija I. Terterja, * ni znano, † 1305 (?). 
Bil je vpliven lokalni vladar, ki se je na ta položaj povzpel med vladanjem brata Jurija. Med vladanjem carja Smileca je bil prisiljen na beg iz Bolgarije. Na začetku 14. stoletja se je vrnil v Bolgarijo kot zaveznik in regent carjeve vdove Smilcene in ni nasprotoval nasledstvu svojega nečaka Teodorja Svetoslava, ampak mu je celo pomagal odstraniti njegove tekmece. Kmalu po Teodorjevem prihodu na prestol prestopil na bizantinsko stran in bil verjetno ubit na pohodu proti Bolgariji leta 1305.

## Življenje
Adimir je bil kumanskega porekla, verjetno iz vladarske rodbine Terterova. Bolgarski zgodovinar Plamen Pavlov meni, da so njegovi predniki pribežali v Bolgarijo iz Ogrskega kraljestva po uporu leta 1241. Njegov sorodnik ali celo neposredni prednik je bil vladar Koten. Pavlov razen tega trdi, da njegovo ime v kumanščini pomeni "segret z železom".
Aldimirjeva moč se je okrepila s prihodom njegovega starejšega brata Jurija I. na bolgarski prestol. Jurij je vladal do leta 1292. Med njegovim vladanjem je dobil Aldimir visok naslov despot in verjetno položaju primerno apanažo. Njegove posesti so od sedanjega Slivena segale do Kazanlaka na vzhodu in Karlova na zahodu. Največje mesto na njegovem ozemlju je bil Kran. Posesti je obdržal do okoli leta 1298, se pravi še dolgo po koncu Jurijeve vladavine.
Po Jurijevem odstopu je moral Aldimir zbežati v tujino. Mogoče je, da je pobegnil z bratom  Bizantinsko cesarstvo, vendar se je nedolgo zatem naselil v Zlati hordi. Z dovoljenjem Mongolov se je morda leta 1298 vrnil v Bolgarijo. 
Vladavina carja Smileca se je končala z njegovo smrtjo leta 1298. Nasledil ga je mladoletni Ivan IV. Smilec. V njegovem imenu je kot regentka vladala njegova mati Smilcena. Aldimir je Smilceni obljubil zvestobo in zato dobil nazaj svoje prejšnje ozemlje. Da bi utrdil svojo oblast v Kranu, se je verjetno konec leta 1298 poročil s Smilcenino hčerko, princeso Marino. Z imenovanjem Aldimirja za kranskega despota je Smilcena zavarovala svoje ozemlje pred bratoma Radoslavom in Vojsilom, ki sta iz bizantinskega ozemlja delovala proti bolgarski oblasti. Aldimir je bil med Smilceninim regentstvom eden od najvplivnejših velikašev v Bolgariji. Teodor Metohit piše, da je bil regentkina desna roka. Zelo mogoče je bil vpleten v pogajanja med Srbijo in Bizantinskim cesarstvom za sklenitev zakona med kraljem Štefanom Milutinom in Andronikovo hčerko Simonido.
Leta 1299 je Jurijev sin in Aldimirjev nečak Teodor Svetoslav (vladal 1300-1322), legitimni naslednik bolgarskega prestola, s pomočjo mongolske vojske napadel Bolgarijo. Novica o napadu je zadostovala, da so Smilcena, Ivan IV. in Aldimir pobegnili v Kran. Naslednje leto je Smilecov brat, sebastokrator Radoslav, podprl pohod proti Aldimirju, vendar je bil poražen in ujet. Aldimir ga je ukazal oslepiti in ga prisilil na vrnitev v Solun. Ujete bizantinske generale je kot ujetnike poslal Teodorju Svetoslavu. S tem dejanjem mu je dokazal svojo zvestobo in v zameno dobil novo apanažo. Kranski despotat se je razširil na vzhod do trdnjav Jambol in Laradeja pri sedanjem Karnobatu.
Četudi je bil Aldimir uradno zvest Teodorju Svetoslavu, je car v prisotnosti Smilcene in Ivana na njegovem dvoru videl grožnjo. Razen tega je Aldimir morda po tihem želel postati bolgarski car. Po zmagi Bolgarov nad bizantinsko vojsko v bitki pri Skafidi leta 1304 je Aldimir Bizantincem ponudil svoje zavezništvo proti bolgarskemu carju in konec leta 1305 dokončno prestopil na njihovo stran. Car mu je odvzel apanažo in ponovno vzpostavil svojo neposredno oblast nad Kranom. Aldemar je bil na pohodu morda ubit, ker se kasneje nič več ne omenja. Njegova vdova Marija in njun sin Ivan Dragušin sta uspela pobegniti v Srbijo, kjer se je Marija kasneje poročila s Štefanom Dečanskim. Ko je srbski prestol zasedel Štefan Dušan, je Aldimirjevega sina Ivana Dragušina postavil za vladarja v Makedoniji. 
Ktitorska portreta Marine in sina Jovana Dragušina sta v samostanu Pološko  pri Kavadarcih, kjer je bil pred letom 1430 pokopan Jovan Dragušin.